# Аринув
Аринув (пол. Arynów) — село в Польщі, у гміні Мінськ-Мазовецький Мінського повіту Мазовецького воєводства.
Населення — 228 осіб (2011).
У 1975-1998 роках село належало до Седлецького воєводства.

## Демографія
Демографічна структура станом на 31 березня 2011 року:
|          | Загалом | Допрацездатний вік | Працездатний вік | Постпрацездатний вік |
| -------- | ------- | ------------------ | ---------------- | -------------------- |
| Чоловіки | 110     | 15                 | 82               | 13                   |
| Жінки    | 118     | 19                 | 67               | 32                   |
| Разом    | 228     | 34                 | 149              | 45                   |